# Fréhel, Côtes-d'Armor
Fréhel är en kommun i departementet Côtes-d'Armor i regionen Bretagne i nordvästra Frankrike. Kommunen ligger i kantonen Matignon som tillhör arrondissementet Dinan. År 2022 hade Fréhel 1 611 invånare.

## Befolkningsutveckling
Antalet invånare i kommunen Fréhel
Referens:INSEE